# Kirchzarten
Kirchzarten è un comune tedesco di 9 812 abitanti, situato nel land del Baden-Württemberg.

## Musei
- Volante Museum